# Francis Desphelippon
 (août 2019).
Si vous disposez d'ouvrages ou d'articles de référence ou si vous connaissez des sites web de qualité traitant du thème abordé ici, merci de compléter l'article en donnant les références utiles à sa vérifiabilité et en les liant à la section « Notes et références ».
Francis Desphelippon, né le 24 juin 1894 à Vichy (Allier) et mort le 13 décembre 1965 à Paris, est un journaliste et homme politique français.
D'abord ouvrier mécanicien, il participe à la Première Guerre mondiale en tant que lieutenant aviateur puis, devenu très antimilitariste, il s'implique très activement dans l'Association républicaine des anciens combattants (ARAC) dont il fonde la section à Vichy (Allier). Au même moment, il devient secrétaire du syndicat des électriciens en 1923 avant d'être nommé, la même année, secrétaire adjoint de la Bourse du Travail de sa ville. Par la suite, il adhère à la Section française de l'Internationale ouvrière (SFIO) avant de la quitter pour rejoindre le Parti communiste français (PCF). Après être rentré au Comité central du parti, il dirige les Groupes de Défense Antifascistes (GDA) chargés du service d'ordre. Vers 1934, après un militantisme intense au PCF et dans divers journaux, il réintègre la SFIO et est nommé secrétaire général de la Commission administrative permanente (CAP) et des Amicales socialistes d'entreprise.
Durant la Seconde Guerre mondiale, il s'engage activement dans la Collaboration en devenant membre de la commission permanente du Rassemblement national populaire( RNP) de Marcel Déat, secrétaire du mouvement France-Europe, secrétaire général du Front social du travail puis membre du comité directeur du Front révolutionnaire national de Henri Barbé. Après la guerre, il est condamné à l'indignité nationale et continue sa carrière politique en devenant l'initiateur du "Centre des indépendants de gauche" tout en, à la même période, rentrant à la direction du Mouvement social européen (MSE), organisation néofasciste fondée de Maurice Bardèche ainsi que de sa revue Défense de l’occident.

## Biographie

### De la SFIO au PCF
Ouvrier mécanicien, il est mobilisé en 1914 et termine la guerre avec le rang de lieutenant aviateur. Devenu co-gérant d'un magasin de cycles  ainsi que d'un café à partir de 1922 à Vichy, il participe à la création et au développement local de l'Association républicaine des anciens combattants.
Secrétaire du syndicat des électriciens en 1923, il adhère cette même année au parti socialiste SFIO, qu'il quitte cependant en 1924 pour rejoindre le Parti communiste.

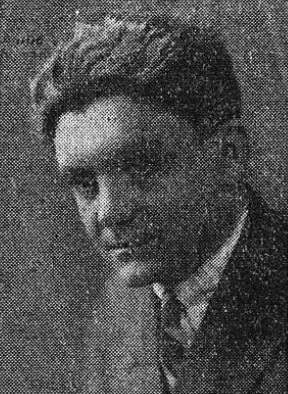
Francis Desphelippon en 1934.

Il se consacre cependant principalement à son activité d'ancien combattant. Membre du comité central de l'ARAC en 1923, puis secrétaire international de l'association l'année suivante, il en devient le secrétaire général en 1926 et déménage à Paris. Mais, en 1928, il abandonne ses responsabilités au profit de Jean Duclos et se tourne vers l'action partisane.
Membre du comité central du PCF depuis 1926, il devient rapidement le responsable des « groupes de défense antifasciste », et de fait, est responsable du service d'ordre du parti.
À la fin de 1928, il se trouve en désaccord avec la direction du PCF à cause de la nouvelle ligne politique classe contre classe promue par le Komintern, qui interdisait toute alliance avec les socialistes. Il quitte alors le parti et devient administrateur de la revue Monde, dont il connaît le directeur, Henri Barbusse, rencontré dans le cadre de l'ARAC. En 1932, il est gérant du journal Le Nouveau Monde, fonction qu'il cumule après 1934 avec celle de rédacteur en chef de l'hebdomadaire Terre Libre.

### De retour à la SFIO

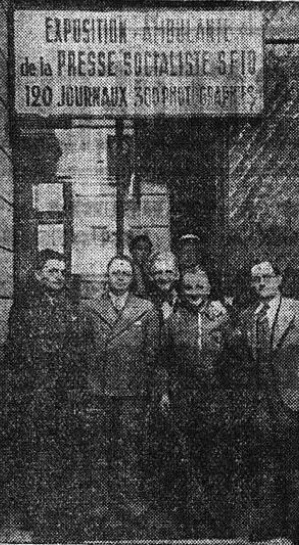
Francis Desphelippon en 1936 (premier à gauche).

Pendant cette période, il rejoint la SFIO. En 1934, il est secrétaire de section socialiste à Paris, entre en 1936 à la commission administrative permanente du parti et prend la responsabilité des amicales socialistes d'entreprise.
Ses positions au sein du parti sont cependant assez fluctuantes : en 1933, il est parmi les défenseurs de la tendance Bataille socialiste, violemment opposée aux néo-socialistes qui sont d'ailleurs exclus de la SFIO. Mais l'année suivante, il participe à la création de la tendance Offensive socialiste, fortement inspirée par Henri de Man, dont les théories planistes sont reprises par les néo.
Candidat aux législatives de 1936 à Pontoise, il ne dépasse pas le premier tour, devancé largement par le communiste Cossonneau, qui est élu au second tour. Il revient alors dans le giron de Zyromski et c'est au nom de la Bataille socialiste qu'il retrouve la CAP du parti. Dans la fédération de Paris, il s'oppose à la majorité pivertiste, exclue en 1938.

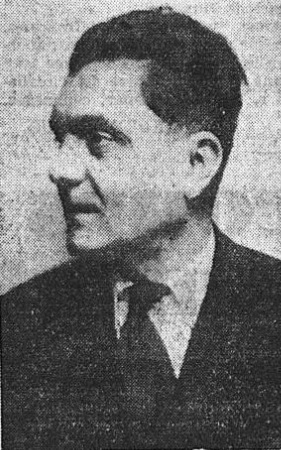
Francis Desphelippon en 1938.

### Ralliement à la Révolution nationale et à la collaboration
Pendant la guerre, il passe de positions clairement antifascistes à la collaboration. Entré à la commission permanente du Rassemblement national populaire (RNP) de Marcel Déat, en 1940, il est l'année suivante secrétaire de « France-Europe », organisation patronnée par l'ambassadeur d'Allemagne, Otto Abetz, puis est le fondateur et secrétaire général du Front social du travail. 

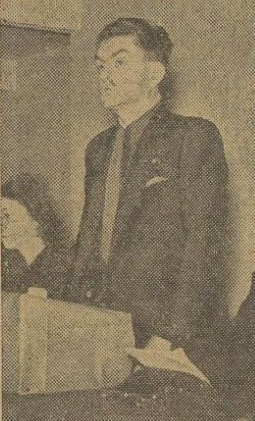
Francis Desphelippon en 1942 durant une réunion de l'Union Féminine du Front Social du Travail.

Arrêté et brièvement incarcéré, pour des motifs inconnus, par les allemands en avril 1942, il poursuit cependant dans la voie de la collaboration. Il publie des articles dans La France socialiste ou l'Atelier, entre au comité directeur du Front révolutionnaire national d'Henri Barbé. À la fin de la guerre, il est nommé dans l'administration vichyste, avec un poste de directeur au secrétariat à la main-d'œuvre.
En fuite depuis la fin de l'année 1944, il est arrêté à Toulouse en août 1945.

### Après-guerre: de la gaucheindépendanteà l'extrême-droite
Condamné à quinze ans d’indignité nationale, il se reconvertit dans le privé, travaillant comme cadre administratif dans diverses entreprises.
En 1950, il figure parmi les initiateurs d’un « centre des indépendants de gauche » visant à rassembler des collaborateurs issus de la gauche qui n’ont pas réussi à se reclasser dans les organisations politiques d’après guerre (comme le Parti socialiste démocratique de Paul Faure).
Il est aussi membre, à partir de 1952, de la direction du Mouvement social européen et de sa revue Défense de l’occident.
Il s’engage ensuite au sein d’un Comité des amitiés franco-argentine, dont il est le secrétaire, puis en 1959, dans la création d’une Union des neutralistes de tous les pays.